# Farouq Molloy
Pour les articles homonymes, voir Molloy (homonymie).
Farouq Molloy, né Sean Molloy en 1957 à Plymouth, est un artiste britannique appartenant au mouvement de l'art brut. Il dessina à l'origine sur papier millimétré avec un stylo à bille, puis travailla également en couleur. Ses dessins incorporent des éléments inspirés de l'art musulman et nord-africain, reflétant sa conversion à l'islam au début des années 1990.
L'art de Molloy a été exposé dans le cadre de l'exposition Tranquil Minds au Royaume-Uni en 2004, ainsi que l'exposition British Outsider Art à Paris en 2008. Il a également été couvert par le magazine Prospect n°106, en janvier 2005. Ses œuvres sont par ailleurs exposées au Tate, dans la collection "Outsider".